# Магула, Герасим Афанасьевич
Герасим Афанасьевич Магула (1873 — сентябрь 1923, Феодосия) — русский художник, искусствовед, педагог; обозреватель газеты «Новое время». 

## Биография
Родился в 1873 году. Учился в Московском училище живописи, ваяния и зодчества у В. Серова. Примыкал к кругу художников общества «Мир искусства»; известен его акварельный портрет М. Волошиной, карандашные рисунки-эскизы на обложках журналов из библиотеки галереи Айвазовского. 
В 1910-х годах был сотрудником газеты «Новое время» и журнала «Лукоморье»: большинство его статей посвящено обзорам современной художественной жизни России. Член объединения Мир искусства.
С 1920 года жил в Феодосии. В ноябре 1920 года возглавил Феодосийскую секцию КрымОХРИСА (Общества охраны памятников искусства), которая, в частности, производила учёт художественных ценностей Феодосийского уезда; среди её сотрудников были художники Максимилиан Александрович Волошин и Людвиг Лукич Квятковский (1896—1977).
В 1922—1923 годах был директором картинной галереи имени И. К. Айвазовского. 
Умер  в сентябре 1923 года от инсульта после конфликта с городскими властями по поводу деятельности музея. 